# ジャイル・マルーフォ
ジャイル・マルーフォ（Jair Marrufo、1977年6月7日 - ）はアメリカのサッカー審判員。2007年から国際サッカー連盟 (FIFA) 登録の国際審判員としても活動している。

## キャリア
2002年からメジャーリーグサッカー (MLS) の審判を務めており、2008年にはMLSレフェリーオブザイヤーを獲得する。
2010 FIFAワールドカップの審判員候補リストにも登録されていたが、シーズン中のパフォーマンス低下を理由に2009シーズン途中にMLS担当審判員から外され 、2010年2月5日には2010ワールドカップの審判員候補リストからも削除された。
2013年に、マルーフォは、米国とカナダのトップサッカーリーグの審判任命を担当する組織として新しく設立されたプロフェッショナル・レフェリー・オーガニゼーションのメンバーになることが発表された。
2014年8月6日にプロビデンス・パークで行われたMLSオールスターゲーム・MLSオールスターチーム対バイエルン・ミュンヘンの主審を担当した。
2017年7月29日にはインターナショナル・チャンピオンズ・カップ 2017のFCバルセロナ対レアル・マドリードの試合（エル・クラシコ）を担当。この試合中にバルセロナのミッドフィールダーであるイヴァン・ラキティッチを侮辱したとしてラキティッチから非難された。
マルーフォは2018 FIFAワールドカップの主審に選出され、グループGのベルギーとチュニジアの試合を担当した。同年には、FIFAクラブワールドカップ2018決勝・レアル・マドリード対アル・アインFCの主審も務めた。
2019年5月1日にCFモンテレイとUANLティグレスの間で行われたCONCACAFチャンピオンズリーグ2019決勝の第2戦を担当した
2019年5月17日、マルーフォは米国で開催された2019 CONCACAFゴールドカップの審判に任命された。 

## 私生活
父・アントニオ・マルーフォ (Antonio Marrufo) は、メキシコのFIFA登録国際審判員であり、メキシコ審判委員会の委員を務めていた。ジャイル・マルーフォは流暢な英語とスペイン語を話します。彼は教師であり、妻と2人の子供がいる。 